# Ahigieniks
Ahigieniks (fr. Ordralfabétix) – fikcyjna postać, bohater komiksów o Asteriksie autorstwa René Goscinnego i Alberta Uderzo.
Ahigieniks jest mieszkańcem wioski Asteriksa, zajmującym się sprzedażą ryb. Po raz pierwszy pojawił się w historii Asteriks w Hiszpanii.

## Imię
Jego francuskie imię pochodzi od wyrażenia Ordre alphabétique, oznaczającego porządek alfabetyczny. W polskich tłumaczeniach występuje jako Ahigieniks lub - rzadziej - jako Szykalfabetiks.

## Opis postaci
Ahigieniks jest jednym z mieszkańców wioski Asteriksa. Prowadzi stragan z rybami, sprowadzanymi z Lutecji (mimo że wioska leży nad morzem). Jakość jego towaru często pozostawia wiele do życzenia, co wzbudza spory Ahigieniksa z Tenautomatiksem i bójki wśród Galów.

### Rodzina
- Jelołsabmarina (żona)[4]
- Oftalmologiks (ojciec)[5]
- Bliniks (starszy syn)[6]
- Surimiks (młodszy syn)[6]

### Wygląd
Ahigieniks jest mężczyzną o blond włosach (które zaplata w dwa warkocze) i wąsach. Nosi czarną kamizelkę, przepasaną brązowym pasem i czerwone spodnie.

## W kulturze popularnej
W 1989 r. obywatelka RFN próbowała nadać swojemu dziecku cztery imiona, w tym Verleihnix (niemieckie tłumaczenie imienia Ahigieniksa). Urząd odmówił rejestracji imienia, kierując się dobrem dziecka. Spór ostatecznie został rozstrzygnięty przez sąd w Kassel, który podtrzymał decyzję urzędu.

## Upamiętnienie

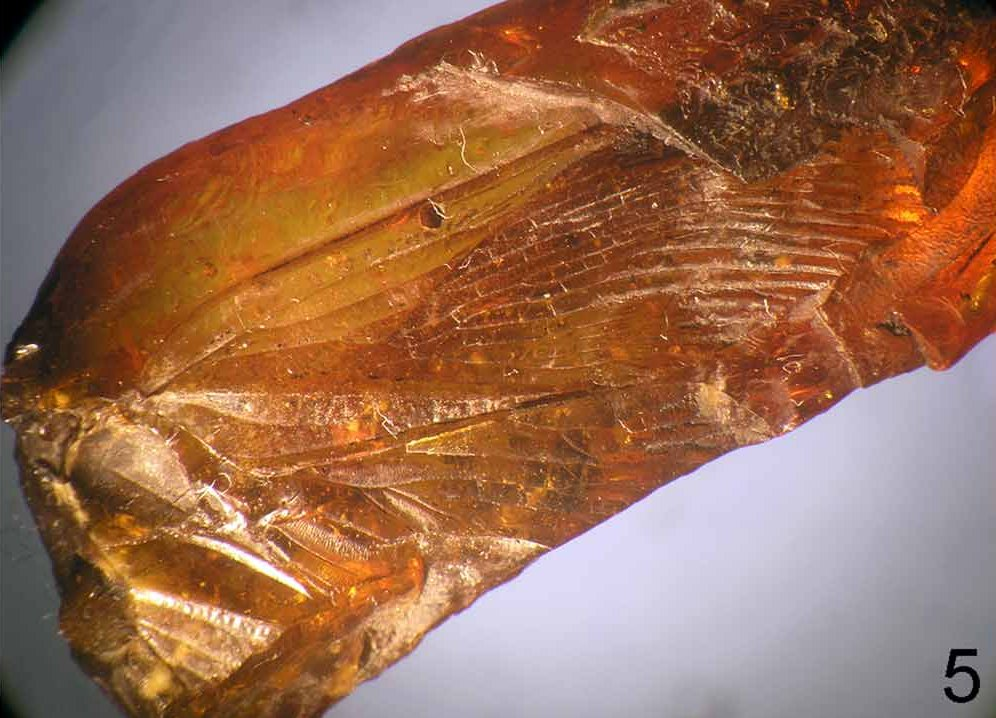
Ordralfabetix sirophatanis w bursztynie z Oise.

Imieniem postaci nazwano Ordralfabetix – wymarły rodzaj pluskwiaków z podrzędu fulgorokształtnych.

## Adaptacje

### Filmy animowane
| Film                                            | Głos            | Głos (w wersji polskiej) |
| ----------------------------------------------- | --------------- | ------------------------ |
| Asterix kontra Cezar                            | Yves Barsacq    |                          |
| Asterix w Brytanii                              | Yves Barsacq    | Leszek Abrahamowicz      |
| Wielka bitwa Asteriksa                          | Yves Barsacq    | Leszek Abrahamowicz      |
| Asterix podbija Amerykę                         | Jean Dautremay  | Tomasz Marzecki          |
| Asterix i wikingowie                            | Bernard Métraux | Leszek Abrahamowicz      |
| Asteriks i Obeliks: Osiedle bogów               | François Morel  | Błażej Wójcik            |
| Asteriks i Obeliks: Tajemnica magicznego wywaru | François Morel  | Jarosław Boberek         |

### Filmy aktorskie
| Film                             | Aktor               | Głos w wersji polskiej |
| -------------------------------- | ------------------- | ---------------------- |
| Asterix i Obelix kontra Cezar    | Jean-Jacques Devaux | Jerzy Dominik          |
| Asterix na olimpiadzie           | Tony Gaultier       |                        |
| Asterix i Obelix: Imperium Smoka | Jason Chicandier    |                        |